# Kabupaten de Mimika
Le kabupaten de Mimika, en indonésien Kabupaten Mimika, est un kabupaten de la province de Papouasie en Indonésie. C'est dans ce kabupaten que se trouvent la mine de Grasberg, une des plus grandes au monde, et le Puncak Jaya, point culminant de l'Indonésie et de l'Océanie avec 4 884 mètres d'altitude.

## Géographie
Le kabupaten de Mimika est située dans l'Est de l'Indonésie, sur l'île de Nouvelle-Guinée, dans la province de Papouasie. Il est entouré par les kabupaten de Fakfak en Papouasie occidentale à l'ouest, Paniai et Puncak Jaya au nord, Jayawijaya au nord-est, Merauke à l'est et par la mer d'Arafura au sud,. Il est subdivisé en douze kecamatan,.
Mesurant 21 522,77 km2 de superficie soit 4,75 % de la province de Papouasie, il s'étend sur une partie du littoral de la Nouvelle-Guinée qui est ouvert sur la mer d'Arafura au sud et délimité au nord par la chaîne de Sudirman. C'est dans ces montagnes que se trouve le Puncak Jaya qui, avec ses 4 884 mètres d'altitude, est le point culminant du kabupaten de Mimika, de la province de Papouasie, de Nouvelle-Guinée, de l'Indonésie et de l'Océanie.
Le climat est équatorial avec une moyenne annuelle des températures pour l'année 2005 s'élevant à 21,96 °C et une humidité atmosphérique de 88,67 %. Le mois le plus arrosé est juillet avec 838 millimètres de précipitations et le plus sec est février avec 192 millimètres de précipitations en 2005. Les précipitations sont relativement réparties tout au long de l'année notamment entre mars et décembre lorsqu'il y a moins de quatre jours au cours du mois où il ne pleut pas. Le mois de juillet 2005 a été le plus arrosé de l'année car il y a plu tous les jours.

## Démographie
Le kabupaten de Mimika était peuplé de 89 861 habitants au dernier recensement de 2000. Sa capitale est Timika située dans l'Est du kabupaten et ses deux autres villes importantes sont Kokonao et Tembagapura.

## Économie

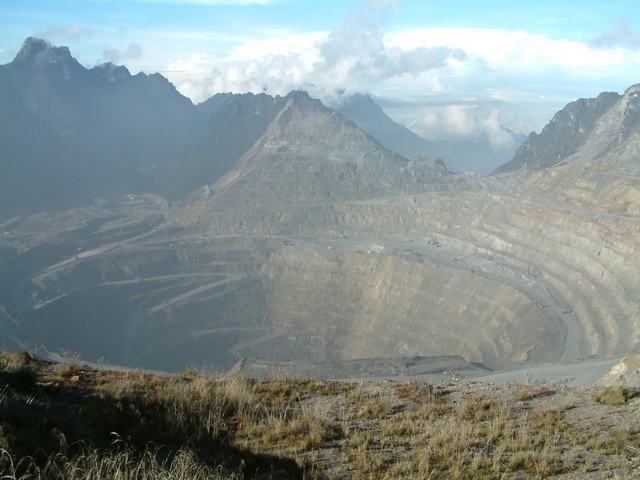
Vue de la mine de Grasberg avec les monts Maoke en arrière-plan.

Dans le kecamatan de Tembagapura se trouve la mine de Grasberg exploitée par la compagnie américaine Freeport Indonesia. Cette mine à ciel ouvert produit du cuivre, de l'argent et possède les réserves les plus importantes au monde d'or. Cette mine se trouve non loin du Puncak Jaya et de la ville de Tembagapura qui possède un aéroport.